# Eunidia rufescens
Eunidia rufescens là một loài bọ cánh cứng trong họ Cerambycidae.